# Gibson Moderne

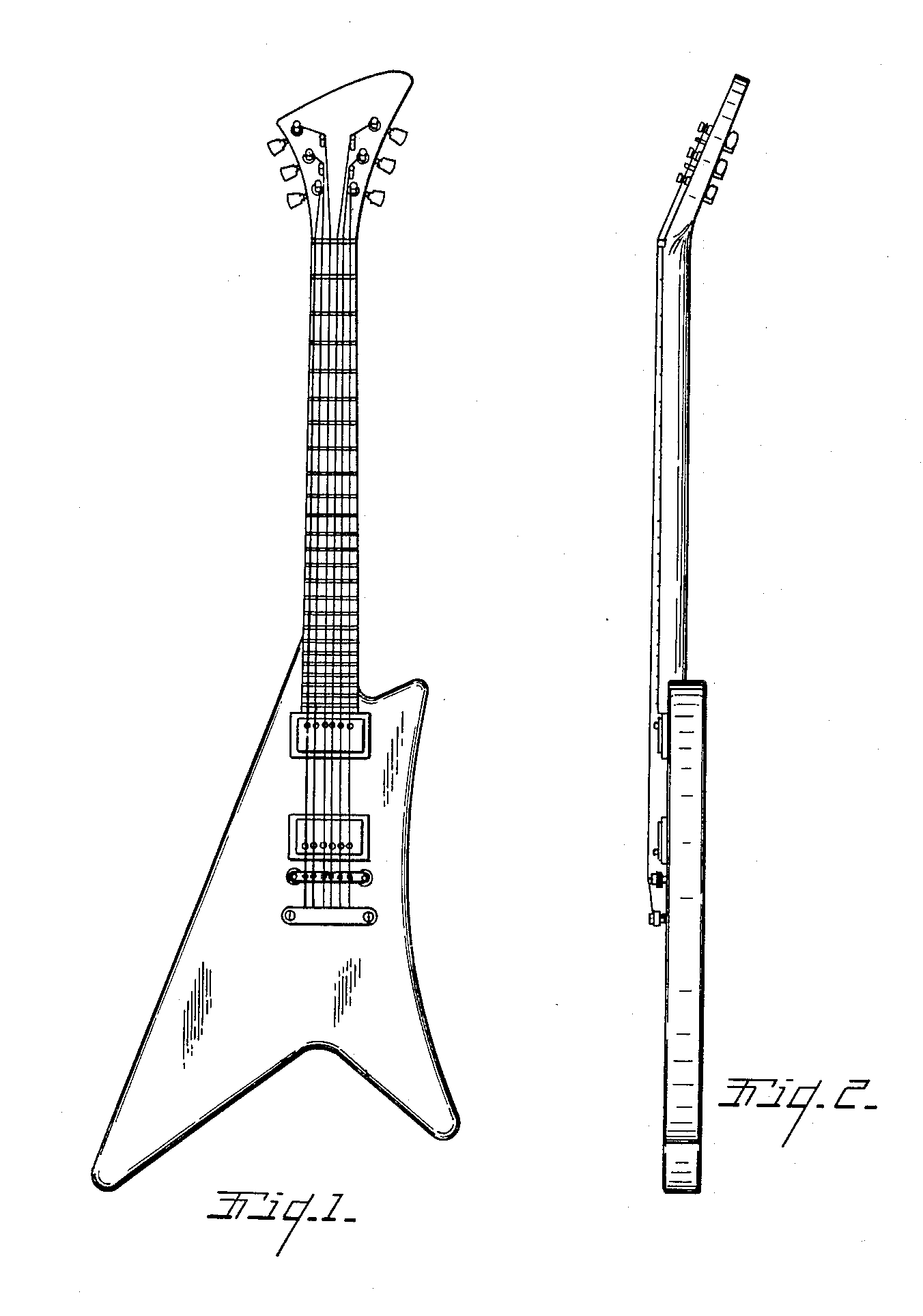
Dibuix d'una Gibson Moderne

La guitarra elèctrica Gibson Moderne apareix en 1958 en l'espectacle NAMM. El seu cos està fet de korina. D'aparença allargada en la part dels greus (similar a la Gibson Flying V), i amb una pala cap a fora en la part dels aguts (Similar a la Gibson Explorer). Com l'Explorer i la Flying V, la Moderne forma part modernista desenvolupada per Gibson en 1958. No obstant això, la guitarra Moderne de 1958 estan actualment desaparegudes. Ted McCarty, el dissenyador de les guitarres, diu que es van fabricar 4 o 5 prototips. Es rumoreja que, si algun d'aquests prototips sortís a la llum, podria convertir-se en una de les guitarres més cares del món.
Gibson va reeditar el model Moderne en 1982 com "Moderne Heritage". Solament es van produir 801 guitarres.